# Scomberomorus sierra
Scomberomorus sierra es una especie de peces de la familia Scombridae en el orden de los Perciformes.  Se caracteriza por su forma hidrodinámica que le permite alcanzar velocidades asombrosas, una capacidad que le resulta extremadamente útil tanto para cazar como para defenderse de sus múltiples predadores.

## Morfología
Los machos pueden llegar alcanzar los 99 cm de longitud total y los 8.160 g de peso.

## Distribución geográfica
Se encuentra desde La Jolla (sur de California, Estados Unidos) hasta las Islas Galápagos, Paita (Perú) y Antofagasta (Chile ).